# قلعه گهور

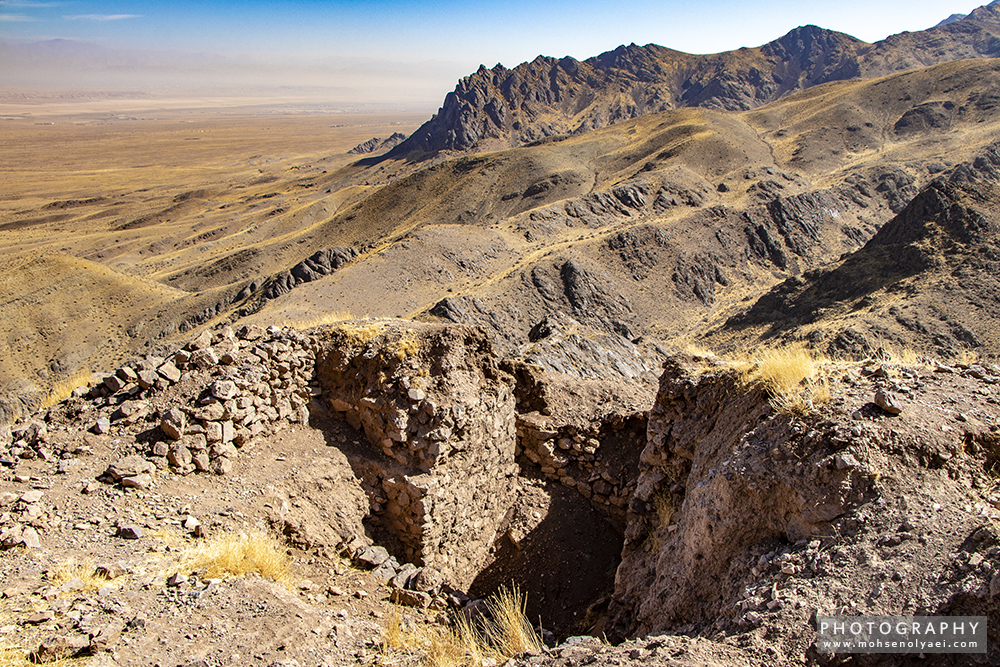

کوه گهور (گبری) یا بز قلعه در فاصله هشت کیلومتری شرق جاده اشتهارد-کرج و در پنج کیلومتری سمت جنوب روستای مختارآباد در میان ارتفاعات موجود، کوه نسبتاً مرتفعی وجود دارد که به آن کوه گهور می‌گویند. بالای کوه نسبتاً مسطح است که در آن بقایای آثاری از جمله ساختمان کاملاً مخروبه و سفال‌های شکسته به چشم می‌خورد. به آن بزقلعه هم می‌گویند. این قلعه در اختیار سلطان علی محجوب حاکم شهر اشتهارد، ساوجبلاغ و از فرماندهان ارتش نادرشاه افشار بود.